# DNA (gruppo musicale)
I DNA erano un gruppo musicale statunitense di genere no wave formato a New York nel 1978 dal chitarrista Arto Lindsay e dal tastierista Robin Crutchfield.
Il nome del gruppo ricorda un brano dei concittadini Mars.
Considerati tra i principali esponenti dell'avanguardia punk cittadina del periodo, i DNA si sono distinti per l'uso sperimentale degli strumenti. Vengono paragonati ad una certa parte di lavori di Captain Beefheart o alla produzione musicale di Anton Webern.

## Storia
La formazione iniziale comprendeva anche Gordon Stevenson e Mirielle Cervenka sorella di Exene degli X sostituiti dopo poco da Ikue Mori.
Il loro debutto discografico avvenne nella epocale compilation No New York pubblicata nel 1978. Attivi fino al 1982 non pubblicarono album ma solo singoli ed EP. Successivamente vennero editi dischi dal vivo e raccolte sulla loro produzione. Dopo lo scioglimento Lindsay formò gli Ambitious Lovers.

## Formazione
- Arto Lindsay
- Robin Crutchfield
- Gordon Stevenson
- Mirielle Cervenka
- Ikue Mori
- Tim Wright

## Discografia

### Singoli
- 1978 - You & You/Little Ants - Lust/Unlust Music, 11-CAN-234

### EP
- 1981 - A Taste of DNA 1981 - American Clavé, AMCL 1003EP (12")

### Album dal vivo
- 1993 - DNA (Last Live at CBGB's) 1993 - Avant (Japan), Avant 006 (CD)

### Raccolte
- 1978 - No New York: various artists (4 tracce) - Antilles, AN 7067 (LP)
- 1981 - The Fruit of Original Sin: various artists (3 tracce) - Les Disques Du Crepuscule, twi 035 (2xLP)
- American Clavé Sampler: various artists (one DNA track) 1993 - American Clave (USA), AMCL 1020/1026 (2xCD)
- 2004 - DNA on DNA 2004 - No More Records, NoCD12